# Stegea sola
Stegea sola là một loài bướm đêm trong họ Crambidae.